# Donkey Kong: Jungle Climber
Donkey Kong: Jungle Climber is een action/adventure-spel voor de Nintendo DS. De game werd op 12 oktober 2007 in Europa uitgebracht en wordt herkend als de officiële opvolger van DK: King of Swing.

## Werelden
1. Sun Sun Island
2. Lost Island
3. Ghost Island
4. Chil n' Char Island
5. High High Island
6. Worm Hole

Lijst van Donkey Kong-spellen